# Мотервелл
Мо́тервелл (Матервелл, англ. Motherwell, шотл. Mitherwall, шотл. гел. Tobar na Màthar) — місто в центрі Шотландії, адміністративний центр області Північний Ланаркшир. Входить до складу конурбації Глазго. У місті — підприємства тяжкого машинобудування.
Населення міста становить 33 790 осіб (2006).
Протягом 1957–1992 років у Мотервеллі працював металургійний завод «Равенскрейг», у 20 столітті біля міста також було розвинене вугледобування.